# 로런 버콜
로런 버콜(영어: Lauren Bacall, 본명은 베티 조앤 퍼스키(영어: Betty Joan Perske), 1924년 9월 16일 ~ 2014년 8월 12일)은 미국의 배우이자 모델이며 독특하고도 허스키한 목소리와 정열적인 모습으로 알려져 있다.

## 생애
뉴욕 시에서 태어난 바콜은 훗날 법적으로 버콜(Bacall)로 성을 바꾼 내털리 와인스타인버콜(Natalie Weinstein-Bacal)과 판매직으로 일한 윌리엄 퍼스크(William Perske)에게서 태어난 유일한 아이였다. 그의 부모는 유대계 이민자였으며 가족은 폴란드, 루마니아, 독일 출신이다. 그의 부모는 그가 다섯 살일 때 이혼하였으며 그는 그의 어머니 성 "버콜"(Bacall)을 이어받았다. 버콜은 더 이상 그의 아버지를 보지 못했고 어머니와 굳건한 유대 관계를 유지하였다. 그가 영화 스타가 되었을 때 그의 어머니를 캘리포니아로 모셨다. 고등학교를 졸업한 뒤 1940년에 미국 극예술 아카데미에 입학하였다.

## 출연 작품
- 2012년 - 카멜 (Carmel) - 앤-마리 역
- 2005년 - 만덜레이
- 2004년 - 니콜 키드만의 탄생
- 2003년 - 도그빌
- 1996년 - 로즈 앤 그레고리
- 1994년 - 패션쇼
- 1993년 - 초상화 (The Portrait)
- 1991년 - 깐느의 여인 (A Star for Two)
- 1991년 - 사랑의 크리스마스 (All I Want For Christmas)
- 1990년 - 코카인 커넥션 (A Little Piece Of Sunshine)
- 1988년 - 죽음의 약속 (Appointment With Death)
- 1988년 - 기적의 노츠 (Mr. North)
- 1981년 - 광란자 (The Fan) - 샐리 로스 역
- 1976년 - 마지막 총잡이 (The Shootist) - 본드 로저스 역
- 1974년 - 오리엔트 특급 살인
- 1959년 - 인도의 열정 (Northwest Frontier)
- 1956년 - 바람에 쓴 편지 (Written On The Wind)
- 1953년 - 백만장자와 결혼하는 법 (How to Marry a Millionaire) - 샤츠 페이지 역
- 1948년 - 키 라르고
- 1947년 - 다크 패시지 (Dark Passage) - 이렌 젠슨 역
- 1946년 - 명탐정 필립 (The Big Sleep) - 비비안 스턴우드 러틀리지 역
- 1944년 - 소유와 무소유 (To Have and Have Not) - 마리 '슬림' 브라우닝 역

## 같이 보기
- 험프리 보가트